# لويز عبد الكريم
لويز عبد الكريم (ولدت 26 يناير 1982 م)، ممثلة سورية.

## عن حياتها
دخلت عالم التمثيل مبكرًا منذ حصولها على شهادة الدراسة الثانوية وخلال ذلك درست الإعلام في جامعة دمشق كما درست التمثيل في المعهد العالي لللفنون المسرحية بدمشق وعلم النفس في جامعة بيروت العربية. عملت كمراسلة ثقافية وفنية لقناة LBC الفضائية اللبنانية. ترى أن أي عمل فني لابد أن يحمل طابعًا إنسانيًا وأن يكون على درجة عالية من المصداقية وأي عمل لايتحقق فيه هذان الشرطان لا يعتبر بالمطلق عملاً فنياً.

## من أعمالها

### في المسرح
- «بيت برناردا ألبا» - للكاتب الإسباني فدريكو غارثيا لوركا من إخراج منصور السلطي.
- «المرود والمكحلة»
- «خطوات» من إخراج محمد أل رشي
- «سندريلا» للأطفال

### في السينما
- «رؤى حالمة» فيلم للمخرجة واحة الراهب.
- «خارج الحب» فيلم قصير

### في التلفزيون
- «الأيام المتمردة»
- «قوس قزح»
- «سيف بن ذي يزن»
- «أبو عاكف»
- «بارود اهربوا»
- «الوزير وسعادة حرمه»
- ظل امرأة.
- تحولات.
- شمائل عربية.
- نزار قباني.
- الهارب.
- المحطة 30.
- آخر أيام اليمامة.
- عصر الجنون.
- حمام القيشاني 5.
- نزار القباني.
- نساء من البادية.
- أهل الغرام.
- المتنبي
- الخيط الأبيض
- مرايا
- على موج البحر
- موعود
- بهلول أعقل المجانين
- الخط الأحمر
- جرن الشاويش
- شوفونا
- يا شاري الهم
- سيرة آل الجلالي
- الفوارس

كما شاركت في دبلجة العديد من المسلسلات التركية للغة العربية أهمها:
- الأوراق المتساقطة (لم تكمل دبلجة الجزء الخامس بسبب المضايقات التي تعرضت لها من شركة الإنتاج لموقفها الداعم للثورة السورية ضد جرائم نظام الأسد)
- سنوات الضياع
- الأرض الطيبة (لم تكمل دبلجة الشخصية الرئيسة بسبب موقف المسلسل من القضية الكردية والذي اعتبرته لويز موقفًا ظالمًا ومنحازًا وغير موضوعي)
- ميرنا وخليل
- وادي الذئاب

## موقفها في الأزمة السورية
أخذت الفنانة لويز عبد الكريم موقفًا مناهضًا للحكومة السورية وميالاً للمعارضة منذ البداية وكان لها فعاليات خاصة بالأطفال لبناء ما يسمى سوريا الحرة. وتدعو لويز بقوة إلى دولة مدنية لجميع السوريين كما أنها تنبذ الطائفية بشدة. إضطرت إلى مغادرة سوريا والانتقال إلى مصر بسبب ملاحقة السلطات السورية لها، شاركت بالعديد من الفعاليات الداعمة للمعارضة المناهض للحكومة السورية في مصر، كما أنها تعبر بقوة من خلال صفحتها على موقع التواصل الاجتماعي عن آرائها ومواقفها.

## روابط خارجية
- لويز عبد الكريم على موقع IMDb (الإنجليزية)
- لويز عبد الكريم على موقع قاعدة بيانات الأفلام العربية